# شرح السنة للبغوي
كتاب شرح السنة أحد كتب الحديث، ألفه الحافظ أبو محمد الحسين بن مسعود البغوي (ت: 516 هـ)، جمع البغوي في كتابه أحاديث يرويها بسنده ثم يبين من اخرجها من اصحاب كتب السنة الصحيحين وغيرهما، وذكره انه لم يودع فيه من الأحاديث الا ما اعتمده ائمة السلف من أهل الصنعة، وترك ما اعرضوا عنه من المقلوب والموضوع والمجهول وما اتفقوا على تركه، وذكر انه في اكثره متبع الا القليل الذي لاح له بنوع من الدليل في تأويل كلام محتمل أو ايضاح مشكل أو ترجيح قول على آخر، وقد افتتح البغوي كتبه بحديث انما الأعمال بالنيات.
قال الإمام البغوي في مقدمة الكتاب:
| شرح السنة للبغوي | فهذا الكتاب في شرح السنة يتضمن إن شاء الله سبحانه وتعالى كثيرًا من علوم الأحاديث وفوائد الأخبار المروية عن رسول الله ﷺ، من حل مشكلها وتفسير غريبها وبيان أحكامها، يترتب عليها من الفقه واختلاف العلماء جملٌ لا يستغني عن معرفتها المرجوع إليه الأحكام، والمعول عليه في دين الإسلام. | شرح السنة للبغوي |

## منهج الكتاب
- رواية الحديث، والتوثق من صححته، الاستدلال به على مسائل الفقه، والاستنباط.
- قسم البغوي الكتاب إلى عدة كتب، وتحت كل كتاب عددًا من الأبواب حسب موضوعه، فكان التقسيم حسب الموضوع وليس حسب الحديث. لذا من الممكن أن يكرر الحديث في أكثر من باب إن لزم الأمر وكان في موضوعه، مثل حديث: (أخذ الراية زيد فأصيب، ثم أخذها جعفر فأصيب، ثم أخذها عبد الله بن رواحة فأصيب، فثم أخذها خالد بن الوليد عن غير إمرة، ففتح عليه...). فذكره في المجلد 11 والمجلد 14.[3]
- وقد يستشهد بالحديث في الباب نفسه أكثر من مرة مثل حديث الإبراد بالظهر في شدة الحر (عن أبي هريرة رضي الله عنه أن رسول الله ﷺ قال: إذا اشتد الحر فأبردوا عن الصلاة، فإن شدة الحر من فيح جهنم)، حيث تكرر في الباب نفسه 3 مرات.[4]
- عند ذكره الحديث قد يسنده في موضع، ويعلقه في موضعٍ آخر، سواءً قبله أو بعده. ومنه حديث: روي عن سعيد بن المسيب، مر عمر ف المسجد وحسان ينشد الشعر، فقال: كنت أُنشدُ فيه، وفيه من هو خير منك، ثم التفت إلى أبي هريرة، فقال: أنشدك الله، أسمعت رسول الله ﷺ يقول: أجب عني، اللهم أيده بروح القدس؟ قال: نعم).[5]
- كان البغوي يحتج أحيانًا بحديث الراوي الضعيف.
- كان البغوي يفتتح معظم الأبواب بآيات من القرآن الكريم، تكون ذات علاقة بموضوع الكتاب، ثم يتبعها بشيء من تفسيرها. فمثلًا، بدأ كتاب الصلاة بقوله تعالى: ((إن الصلاة تنهى عن الفحشاء والمنكر)) [العنكبوت: 45]. وقوله: ((إن الحسنات يذهبن السيئات)). وفسرها: يعني الصلوات الخمس تكفر ما بينها.
- ركز البغوي في كتابه على الأحاديث المتفق على صحتها.
- كما قام بحذف بعض أسانيد الأحاديث، وبين ذلك في مقدمته. جاء في مقدمة الكتاب: (لم أودع هذا الكتاب من الأحاديث إلا ما اعتمده أئمة السلف الذين هم أهل الصنعة، المسلم لهم الأمر من أهل عصرهم، وما أودعوه كتبهم، فأما ما أعرضوا عنه من المقلوب والموضوع والمجهول واتفقوا على تركه فقد صنت الكتاب عنه. وما لم أذكر أسانيدها من الأحاديث، فأكثرها مسموعة، وعامتها في كتب الأئمة، غير أني تركت أسانيدها حذرًا من الإطالة، واعتمادًا على نقل الأئمة).[6]
- التعقيب على الأحاديث التي يوردها، وذلك من عدة جوانب، منها الجانب الفقهي ومنها الجانب العقائدي ومنها الجانب التربوي، ومنها الجانب اللغوي، وغير ذلك من الجوانب.
- كان يذكر تراجم مختصرة للرواة من الصحابة ومن روى عنهم، وأحيانًا من بعدهم إن دعت الحاجة لذلك. ومن الأمثلة على ذلك قوله في عاصم بن بهدلة: (كنيته أبو بكر، عاصم بن أبي النجود الأسدي. كوفي، يقال: مات سنة ثمانٍ وعشرين ومئة. روى عن أبي وائل شقيق، عن عبد الله بن مسعود رضي الله عنه).[7]
- قلة الجرح والتعديل في كتابه. فلم يكن ينقد الرجال إلا في مناقشة الحديث ليحكم عليه بتبيان أحد رواته. ومن ذلك حديث رقم 25، حيث أورده البغوي من طريق عكرمة بن إبراهيم الأزدي، عن عبد الملك بن عمير عن مصعب بن سعد عن أبيه قال: سئل رسول الله ﷺ عن الذين هم عن صلاتهم ساهون، قال: (إضاعة الوقت). فقال البغوي بعده: «عكرمة بن إبراهيم ضعيف».
- لم يكن يحكم على الأحاديث الزائدة على الكتب الستة غالبًا.

## أهمية الكتاب
للكتاب أهمية كبيرة في كتب الحديث والسنة، ولعل أهم النقاط حوله:
- تعدد الأوجه التي شملها: فقد اشتمل على رواية الحديث وتخريجه والحكم عليه وضبط ألفاظه وبيان غريبه واستنباط الأحكام الفقهية منه وغير ذلك من الوجوه.
- أصبح أساسًا يُدرس وينقل منه ويعتمد عليه في كتابة بعض الكتب الكبرى في أوجهه المتعددة: من الكتب التي نقلت عنه كتاب فيض القدير لمحمد المناوي، وشرح صحيح مسلم للنووي، وفتح الباري لابن حجر، وعمدة القاري ببدر الدين العيني، ومرقاة المفاتيح للقاري، وتحفة الأحوذي للمباركفوري، وغيرها.
- قام الإمام البغوي بتخريج أحاديث كثيرة من طريق الصحيحين أو أحدهما.
- تُعد طريقة البغوي في كتابة كتابه والتوثق من صحة الاستدلال والاستنباط طريقة علمية مفيدة لمن يقرأ الكتاب ويتعلم منه هذا الفن.